# Colombard
Colombard – odmiana winorośli właściwej o jasnej skórce, pochodząca ze środkowozachodniej Francji (Charente). Sporą popularność zyskała w krajach Nowego Świata (Południowa Afryka, Stany Zjednoczone, a także Australia). W zależności od regionu traktowana jako surowiec na brandy, tanie wina odmianowe, składnik win kupażowanych oraz zwykłe wina sprzedawane w kartonikach.

## Charakterystyka

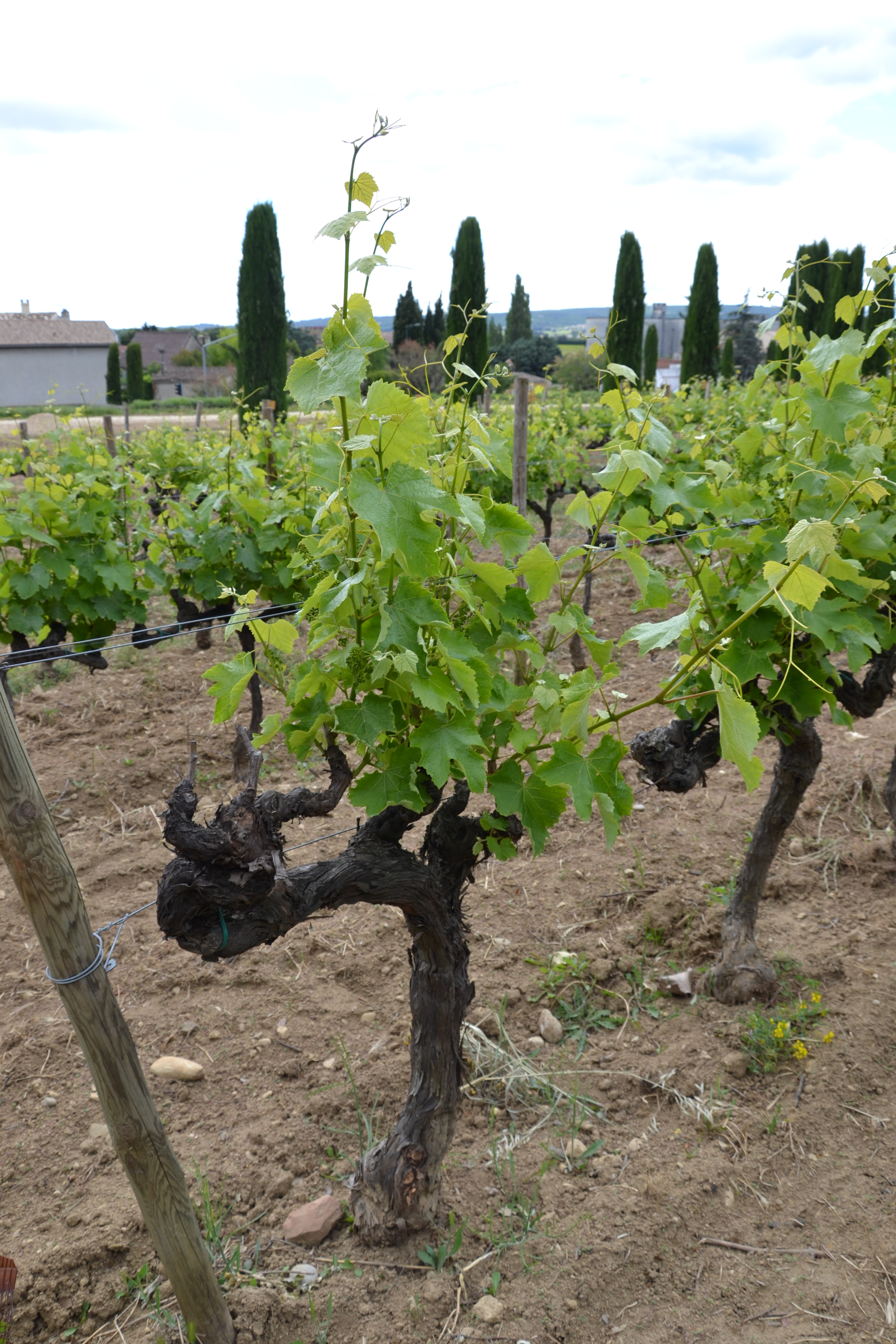
Krzewy colombard

Nazwa pojawiła się w piśmiennictwie już pomiędzy 1706 a 1716 rokiem w La Rochelle – przypuszczalnym regionie pochodzenia odmiany colombard. Używano wówczas nazw collombar i coulombard – kolor skórki porównywano zapewne z gołębiami (franc. colombe). Pochodzenie odmiany zostało potwierdzone badaniami DNA. Colombard powstało wskutek naturalnej krzyżówki, a odmianami rodzicielskimi są gouais blanc i chenin blanc (odmiana również typowa dla win południowoafrykańskich).
Colombard zalicza się do odmian plennych i bujnie rosnących. Wydajność w Kalifornii osiąga 140-220 hl/ha. Drewno krzewów jest stosunkowo twarde, co utrudnia formowanie. Szczep jest wrażliwy na mączniaka prawdziwego oraz szarą pleśń.

## Wina
Wina z odmiany colombard są często jedynie półproduktem do produkcji winiaków, w tym koniaku i armaniaku (obok odmian folle blanche i ugni blanc). Tradycyjnie ważną rolę odgrywa w produkcji winiaków w Republice Południowej Afryki, gdzie występuje pod nazwą colombar. Użyciu colombard do destylacji sprzyja zachowanie wysokiej kwasowości mimo plenności i cieplejszego klimatu. Odmiana utrzymuje kwasowość nawet przy zbyt długim pozostawieniu owoców na krzewach.
Wina określa się jako cienkie i we Francji szczep stanowi raczej dodatek do innych. Winiarze kalifornijscy chętnie mieszają colombard z innymi odmianami, by podwyższył rześkość i owocowość gotowych win. Zdarzają się wina musujące z colombarda.
W RPA stanowi surowiec na lekkie, wytrawne wina o niewyróżniającym się stylu. Wiele z nich pochodzi z regionu Olifants River. Znaczna część jest sprzedawana po prostu w kartonikach.

## Rozpowszechnienie
Pochodząca z Francji odmiana cieszy się największą popularnością w Republice Południowej Afryki: 11 877 ha w 2008 roku. Jest tam jedną z dominujących odmian, a jej udział w powierzchni upraw wynosił 11,4% – trzecie miejsce po chenin blanc i cabernet sauvignon.
W Kalifornii colombard jest uprawiany od połowy XIX wieku: przed 2010 areał upraw liczył 10 508 ha. Dwadzieścia lat wcześniej było to jednak aż 36 420 ha, lecz odmiana ustępowała z czasem miejsca przede wszystkim krzewom chardonnay. Winnice osadzone colombard są także w Teksasie, Wirginii, Alabamie i Arizonie.
Odmiana jest bardzo rozpowszechniona w kraju pochodzenia – Francji: w roku 2009 areał upraw liczył 7790 ha, co dawało siódme miejsce wśród odmian o jasnej skórce. Popularność podlegała jednak silnym wahaniom: między 1958 a 1988 obszar winnic obsadzonych colombard stopniał z 13 105 ha do 4911 ha. Odbudowie popularności odmiany sprzyjają niedrogie i orzeźwiające wina regionalne kategorii vin de pays.
Australijskie uprawy colombard zakładano z użyciem sadzonek z Kalifornii. W Australii colombard jest jednak uprawiany na dużo mniejszą skalę niż w innych krajach Nowego Świata: 2669 ha, przede wszystkim na sztucznie nawadnianych terenach m.in. w regionie Murray-Darling.

## Synonimy
W XIX wieku colombard bywał mylony z odmianą sémillon. Różnice zostały potwierdzone badaniami genetycznymi. W rejestrze synonimów znajdują się: bardero, blanc emery, blanquette, bon blanc, chabrier vert, charbrier vert, colombar, colombard bijeli, colombeau, colombie, colombier (zwł. Żyronda), coulombier, cubzadais, donne rousse, donne verte, french colombard (Kalifornia), gros blanc doux, gros blanc roux, guenille, kolombar, martin cot, pied tendre, quene tendre, quene vert, queue tendre, queue verte, semilao, west's white prolific.